# 荒瀬牧彦
荒瀬 牧彦（あらせ まきひこ、1960年 - ）は、カンバーランド長老教会所属の日本の牧師。日本聖書神学校教授。

## 略歴
1960年、神奈川県横浜市で生まれる。
上智大学法学部卒業、東京神学大学大学院修士課程修了、メンフィス神学校留学。
1993年からカンバーランド長老キリスト教会めぐみ教会を牧会し、2019年3月に退任した。2020年4月現在ではカンバーランド長老キリスト教会あさひ教会の協力牧師を務めている。
キリスト新聞社の季刊誌Ministryに連載。
ホメオパシーを信奉する女性に病院受診をすすめていたが、この女性が医療を拒み2010年5月にガンで死亡したため、めぐみ教会内に「「あかつき」問題を憂慮する会」を設立し、ホメオパシーの問題を指摘している。

## 著書
共著
- 『神に呼ばれて——召命から献身へ』共著　日本キリスト教団出版局
- 越川弘英編著、荒瀬牧彦ほか著『教会暦による説教集第３巻　聖霊の降臨——使徒の働き・初期教会の歩み』キリスト新聞社、2006年
- 越川弘英編著、荒瀬牧彦、丹治めぐみ、本田栄一、増田琴著『礼拝改革試論 みんなで礼拝を創るために』キリスト新聞社、2019年

編集
- 『イースターへの旅路 レントからイースターへー新版・教会暦による説教集』キリスト新聞社、2021年

監修
- 荒瀬牧彦、松本敏之監修『そうか！なるほど！キリスト教』日本キリスト教団出版局、2016年

翻訳
- ポールF・ブラッドショー『初期キリスト教の礼拝－その概念と実践』日本キリスト教団出版局、2006年